# روئنوک رپیدز (کارولینای شمالی)
روئنوک رپیدز (به انگلیسی: Roanoke Rapids) شهری در ایالت کارولینای شمالی کشور ایالات متحده آمریکا است که جمعیت آن در سرشماری سال ۲۰۱۰ میلادی، ۱۵٬۷۵۴ نفر بوده‌است.